# Bernstein (családnév)
A családnévvel kezdődik a név:
- Bernstein Béla (1868–1944), főrabbi, történész
- Bernstein Hugó Károly (1808–1877), Hugó Károly magyar drámaíró eredeti neve

Nem a családnévvel kezdődik a név:
- Carl Bernstein (1944–), US-amerikai újságíró, a Watergate-botrány hátterének egyik felderítője
- Carl és Felicie Bernstein(de) (1842–1894)  illetve (1852–1908), műgyűjtők, a francia impresszionista festészet első gyűjtői Németországban
- Eduard Bernstein (1850–1932), német szociáldemokrata politikai teoretikus, politikus, a revizionizmus irányzatának alapítója
- Elmer Bernstein (1922–2004) amerikai filmzeneszerző
- Felix Bernstein(wd) (1878–1956), német matematikus
- Leonard Bernstein (1918–1990), amerikai zeneszerző és karmester
- Nils Bernstein(wd) (1943–), 2005-től 2013-ig Dánia nemzeti bankjának igazgatója